# Algirdas Julien Greimas
Algirdas Julien Greimas, rodným jménem Algirdas Julius Greimas (9. března 1917 – 27. února 1992) byl francouzský sémiotik litevského původu narozený v ruské Tule.
Byl blízkým spolupracovníkem Rolanda Barthese a profesorem na École des Hautes Études en Sciences Sociales v Paříži. Patřil k základním osobnostem tzv. Pařížské sémiotické školy, podstatně přispěl k rozvoji strukturalismu. Proslul svou teorií sémiotického izotopu, tzv. aktantním modelem (kde postavy Vladimíra Proppa zredukoval na šest základních rolí, tzv. aktantů, a označil je za základní kameny šesti základních žánrů) a zejména tzv. sémiotickým čtvercem. Zabýval se též litevskou mytologií, k jejíž analýze použil formalistické metody Proppa i strukturalistické metody Claude Lévi-Strausse.